# Immeuble La Rotonde
L'immeuble La Rotonde de Nice datant du XXe siècle. Il est situé au no 41 boulevard Gambetta. 

## Historique
L'architecte Georges Dikansky (1881-1963) fournit les plans de l'immeuble en 1928. Il est diplômé de l'École spéciale d'architecture de Paris,. Il a été un des représentants du style Art déco inspiré de la tendance classicisante développée dans l'Exposition internationale des Arts décoratifs et industriels modernes de 1925.
Ce bâtiment a été réalisé dans le cadre d'une opération immobilière commanditée par la « Société anonyme des constructeurs modernes de la Côte d'Azur ». Il comporte six étages au-dessus d’un sous-sol et d’un rez-de-chaussée. De grands appartements luxueux sont disposés autour de la cage du grand escalier, situé au centre. La rotonde de l'extrémité nord lui sert de symbole et lui a donné son nom. Sur le toit-terrasse, deux belvédères ont été ajoutés pour l’agrément. L'intérieur est d'une grande qualité de réalisation pour ses parties communes, avec son vestibule, sa grande cage d'escalier, son décor et ses vitraux.
L'immeuble a été construit en 1929-1930. 
L'édifice est inscrit au titre des monuments historiques le 30 juillet 2001.
L'immeuble a reçu le label « Patrimoine XXe siècle ».